# ポンプ座矮小銀河
ポンプ座矮小銀河は、地球から見てポンプ座の方向約430万光年の距離にある矮小楕円銀河。局所銀河群の中で、最も遠くにあるものの1つである。ポンプ座矮小銀河は小さな棒渦巻銀河であるNGC 3109と潮汐力による相互作用をしていると考えられている。

## 歴史
ポンプ座矮小銀河は1999年にAlan Whiting、George Hau、Mike Irwinによって発見され、局所銀河群のゼロ速度面のちょうど後ろにあることが見出された。